# Madden NFL 06
Madden NFL 06 est un jeu vidéo de sport (football américain) sorti en 2005 sur PlayStation 2, GameCube, Xbox, Xbox 360, Windows Mobile, PlayStation Portable, Game Boy Advance, Nintendo DS et PC (Windows).
Le jeu fait partie de la série Madden NFL.

## Accueil
- Jeuxvideo.com : 17/20 (PC/PS2/XB/GC)[2] - 13/20 (X360)[3] - 14/20 (DS)[4] - 16/20 (PSP)[5]